# Терет (филм, 2017)
Терет је српски краткометражни филм из 2017. године. Сценарио и режију је потписао Стефан Теофиловић.

## О филму
21. век, доба неолиберализма, конзумеризма и виртуалног живота. Људи празних погледа, одсутних умова и мртвих душа. Далеко од тог света егзистира заједница, која се није опростила од вредности, некада неопходних за одређење човека. Један од њих је камионџија, који жели да дуг и напоран дан полако приведе крају. По угледу на италијанске неореалисте, сниман у природном окружењу, опремом која је различита од данашњег стандарда, овај филм позива на буђење и представља покушај да се у друштву оптерећеном скупом и високом технологијом, отвори пут неком другачијем филму.
Влада ради као возач камиона током НАТО бомбардовања Србије 1999. године. Преносећи мистериозни терет са Косова у Београд, вози кроз непознату територију, покушавајући да се пробије кроз земљу оштећену ратом. Зна да ће, када се посао заврши, морати да се врати кући и суочи се са последицама свог рада.

## Улоге
| Глумац               | Улога       |
| -------------------- | ----------- |
| Владимир Вукашиновић | Камионџија  |
| Марина Јуришевић     | Жена        |
| Богдан Милојевић     | Полицајац 1 |
| Бобан Куч            | Полицајац 2 |
| Ђорђе Зарић          | Дете        |